# 天津市宝坻区中医医院
天津市宝坻区中医医院，简称宝坻中医院，位于中国天津市宝坻区南关大街115号，成立于1996年，医院占地面积15500平方米，建筑面积12500平方米，床位401张。原有门诊楼4300平方米，住院楼5000平方米，2015年5月6日面积达1.6万平方米的新住院楼投入使用。承担了宝坻区及周边100万人口40%以上常见病和多发病的治疗。
2001年，宝坻撤县设区后，天津市宝坻县中医医院更名天津市宝坻区中医医院。

## 2020年冠状病毒病聚集性疫情
2020年，爆发于宝坻区百货大楼内的严重急性呼吸道综合征冠状病毒2型聚集性感染事件，使得宝坻区成为天津市疫情防控重点地区，宝坻区中医医院的发热门诊则由2间增加到3间，并紧急购置8个活动式集装箱作为发热患者候诊区。